# Thyago Alves
Thyago Alves (n. 6 septembrie 1984, Goiânia, Goiás, Brazilia) este un fotomodel și un actor brazilian.